# Partido Monárquico Nacional
El Partido Monárquico Nacional o Partido Monárquico Católico, también conocido simplemente como partido monárquico, partido balmista o partido vilumista, fue un partido político español surgido en 1844 como escisión del Partido Moderado e inspirado por Jaime Balmes. Estuvo encabezado por el marqués de Viluma.
Según Melchor Ferrer, aunque en sus filas había isabelinos «arrepentidos» del liberalismo, detrás del partido monárquico se escondía en realidad el partido carlista.

## Trayectoria
El marqués de Viluma, ministro de Estado del gabinete Narváez, representaba las posiciones más conservadoras del partido moderado. Según Miguel Artola, Viluma pretendía volver a la fórmula de carta otorgada que estuvo vigente en los primeros años de la regencia de María Cristina, de lo que en un principio se mostró favorable Narváez. Descartada su tesis, Viluma presentó su dimisión, lo que supuso el punto de partida de una escisión de los moderados, que daría origen a un nuevo partido, de ideario próximo al absolutismo.
El partido se llamaría a sí mismo «partido monárquico nacional», para diferenciarse del «monárquico constitucional», que era el moderado. Se declaró partidario de Isabel II, pero postuló el matrimonio entre la reina y su primo Carlos Luis de Borbón y Braganza (Carlos VI para los carlistas) como solución al problema dinástico y político de España. 
Se presentó a las elecciones de 1844 con un programa publicado en El Pensamiento de la Nación (periódico de Balmes) que argüía la necesidad y posibilidad de una alianza de todos los monárquicos. Afirmó que su fuerza no se medía por la representación en Cortes, ni por la prensa, ni por el ruido público, sino por los hechos y por la historia del país.
Viluma encabezó la candidatura balmista por Barcelona, frente al mismo general Narváez. Obtuvieron más de 20 diputados (entre los que destacaron personajes como el propio Viluma o el duque de Veragua), lo que según Vicente Marrero suponía un triunfo magnífico, por hallarse repartidos por provincias y por unas, según este autor, malas artes del gobierno, que habría impedido que saliese cualquier balmista por Barcelona o por Madrid.
Según Domingo Manfredi, los debates eran dirigidos de manera anónima por el propio Balmes. Los graves problemas, como la devolución de los bienes de la Iglesia, el casamiento de la reina y otros generales, fueron planteados, defendidos y expuestos por aquellos diputados siguiendo en un todo la tónica y la dialéctica balmesiana.
A raíz de una enmienda que formularon los balmistas en el Congreso a un proyecto de Ley sobre «Dotación de culto y clero», el ministro de Hacienda, Alejandro Mon, dijo que las leyes no debían votarse por sorpresa, que la cuestión que se debatía era de franqueza y de buena fe, y terminó calificando de «ratero» la manera de proceder de los diputados balmistas. Estos se sintieron agraviados; pidieron explicaciones y que las palabras del ministro constasen en acta. Pero Mon se ratificó en el calificativo insultante, por lo que veintiuno de los veintitrés firmantes, ofendidos, renunciaron a sus cargos. El Congreso siguió adelante, quedando Narváez como único dueño de las Cortes, sin progresistas a la izquierda (puesto que no habían participado en las elecciones), ni «monárquicos» a la derecha.
En enero de 1845 los exdiputados del partido balmesiano realizaron un manifiesto en el que se declaraban «hombres de opiniones monárquicas, religiosas, constitucionales y conciliadoras; independientes por principios, por carácter y por su posición particular» y afirmaban que habían procurado contribuir «a realzar el Trono, a reorganizar la sociedad, a reparar las injusticias de la Revolución, a conciliar los intereses opuestos y a crear un orden de cosas estables y duradero, donde tuviesen cabida todos los españoles».
Retirados los diputados, el marqués de Viluma fue nombrado presidente del Senado y posteriormente se le ofreció la presidencia del Consejo de ministros, pero, asombrosamente, Viluma se negó a formar gobierno, lo que según Marrero supuso que el plan de Balmes perdiera definitivamente efectividad. Poco después Narváez nombró como ministro de Marina al conde de Cheste, hermano de Viluma, cuyas ideas compartía, pero cayó porque el resto de ministros no aprobaron su ley de Bolsa.
Balmes se quedó en el medio, solo con su periódico y ante la cuestión más complicada de su política: el matrimonio de la reina con el conde de Montemolín. El plan fracasaría, rechazado por Narváez y María Cristina, debido a las intrigas francesas y a la intransigencia del conde de Montemolín (que no aceptaba que su papel quedase reducido al de rey consorte), así como a la falta de aliados internacionales de los carlistas y al propio aspecto físico de Carlos Luis (que padecía estrabismo), lo que desagradaba a la reina, que acabaría casándose con otro de sus primos, Francisco de Asís de Borbón.

### Objetivos
Según Vicente Marrero, el partido balmista tenía los siguientes objetivos fundamentales: 
- Convalidar la reconciliación del convenio de Vergara mediante el casamiento de Isabel II con el primogénito de Carlos V.
- Atraer al partido carlista y sacarlo de la clandestinidad, convirtiéndolo en un instrumento de gobierno.
- Reforzar la autoridad real, apoyándola en unas Cortes representativas de calidad, superadoras de progresistas y moderados.
- Convenir que en las provincias los hombres de bien se mantuviesen unidos para sostener el orden, sin esperar a que los salvase el gobierno.[14]